# Перелёты
Перелёты (укр. Перельо́ти) — село, относится к Балтскому району Одесской области Украины.
Население по переписи 2001 года составляло 944 человека. Почтовый индекс — 66152. Телефонный код — 4866. Занимает площадь 6,71 км². Код КОАТУУ — 5120686601.

## Местный совет
66153, Одесская обл., Балтский р-н, с. Перелёты